# Louis-Henri de Loménie
Louis-Henri de Loménie (París, 13 de gener, 1635 - Abadia de Château-Landon, 17 d'abril, 1698), fou un polític i escriptor francès, era fill d'Henri-Auguste de Loménie, comte de Brienne.
Del 1651 al 1663 va exercir, per delegació del seu pare, el càrrec de secretari d'Estat, i com a tal va assistir al matrimoni de Lluís XIV. En 1660, s'ignora per quina causa, el rei el va obligar a dimitir, i llavors va entrar a la congregació de l'Oratori, però poc després es va enamorar apassionadament de la princesa de Mecklenburg (1670), i va abandonar el convent per dirigir-se a Alemanya on per espai de tres anys va portar una vida dissipada i escandalosa.
Obligat a tornar a París, va ser tancat successivament a Saint-Germain-des-Pres i a San Lázar, on va passar per boig fins que un decret el va tornar la llibertat, si bé dos anys abans de la seva mort va ser de nou tancat a l'abadia de Château-Landon.
És descrit per Voltaire a Le siècle de Louis XIV:
| « | Tenia la vivacitat del seu pare, però li mancaven les seves altres qualitats. Com a conseller d'estat des dels setze anys, destinat a afers exteriors, enviat a Alemanya per a l'educació, va anar a Finlàndia, i va escriure els seus viatges en llatí. Va assumir el càrrec de secretari d'Estat d'Afers Exteriors als vint-i-tres anys; però havent perdut la seva dona, Henriette de Chavigny, estava tan angoixat que la seva ment estava alienada; ens vam veure obligats a treure'l de la societat. La resta de la seva vida va ser molt miserable. La seva memòria ha estat esquinçada en els últims diccionaris històrics; calia mostrar compassió per la seva condició i consideració pel seu nom. | » |

Havia reunit una magnífica col·lecció de quadres, que ell mateix va descriure a l'obra De pinacotheca sua. A més va escriure: Itinerarium (1660), Libellus carminum (1662), Poésies chrétiennes (París, 1671), Le roman véritable, ou l'histoire secrète du jansénisme; Mémoires (Amsterdam, 1720), i Mémoires inédites (París, 1828).